# Tvorba filmu

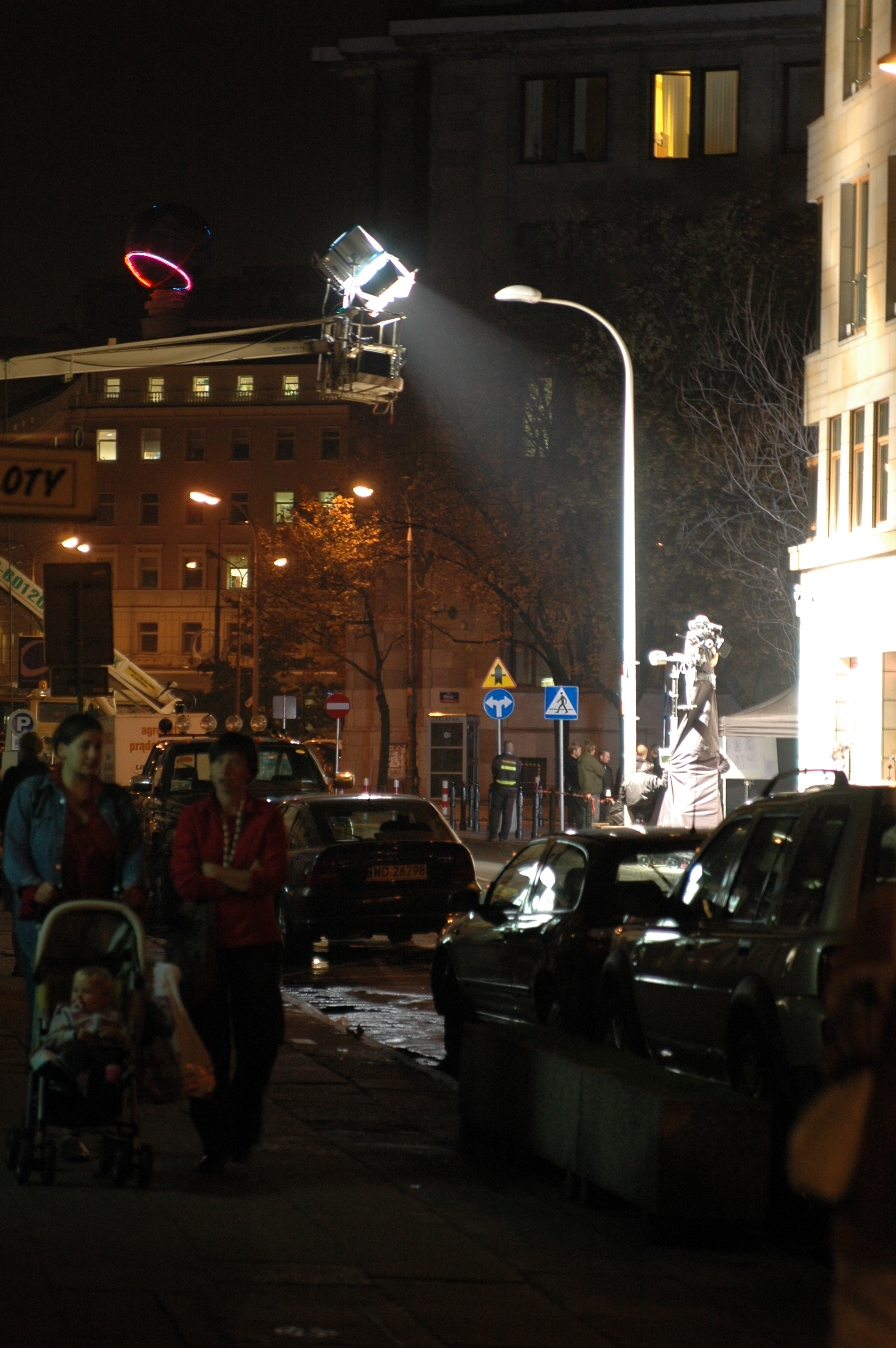
Filmové natáčení ve Varšavě

Tvorba filmu (často uváděná ve vysokoškolské souvislosti jako filmová produkce) je proces, při kterém vzniká film. Charakteristickou součástí je velký počet zaměstnanců. Tvorba filmu může trvat několik měsíců, ale i několik let, než je dokončen. Filmy se natáčí po celém světě v ohromné řadě ekonomických, sociálních a politických souvislostí a používají se různé technologie a techniky.

## Filmové části při tvorbě
- Předprodukce – Přípravy k natáčení, výběr herců a filmového štábu, výběr místa
- Produkce – Hlavní část natáčení a vytvoření základů pro dokončení filmu
- Postprodukce – Probíhá střih, úprava zvukových dialogů, vložení zvuku a hudby do scén, přidány visuální efekty a film je dokončen ("uzamčen")
- Prodej a distribuce – Film je vysílán pro potenciální kupce (distributory), prodán a distributory dodán do kin.

## Předprodukce
Předprodukční stádium výroby filmu začíná obvykle rozhovorem. Konat se může kdekoliv a producenti, scenáristé a řídící pracovníci studia se při něm poprvé baví o koncepci a potenciálních hercích pro svůj film.

### Vymezení a producent

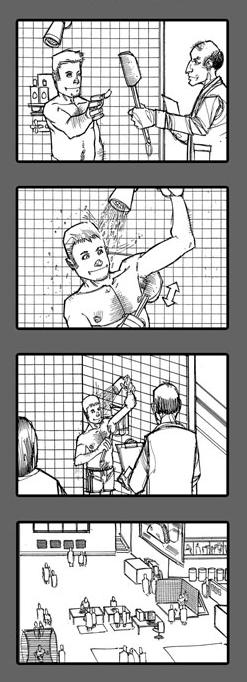
Ukázka storyboardu

Jak se traduje ve filmovém folklóru je schůzka před filmem krátkým shrnutím myšlenky na film, která, pokud uspěje, nadchne některého z vedoucích pracovníků studia nebo jiné vlivné jedince. Některé nápady projdou prvním schválením, ale nepodaří se je realizovat. Další nápady, jako například výchozí myšlenka Jamese Camerona na Titanic (1997) míněná původně jako milostný příběh, mohou vést k filmové klasice.
Filmový producent je od počátku ústřední postavou pro natočení filmu. Může to být energický, tvůrčí typ, nebo být součástí skupiny, která má volnější vazby na filmový průmysl, ale zná hvězdu filmu. Od dnů hollywoodského studiového systému začala být definice producenta stále neurčitější a mnozí producenti se nyní snaží prosadit, aby byly úkoly pro producenta definovány zřetelněji. Producent je však tradičně zodpovědný za zajištění peněz k natočení filmu.

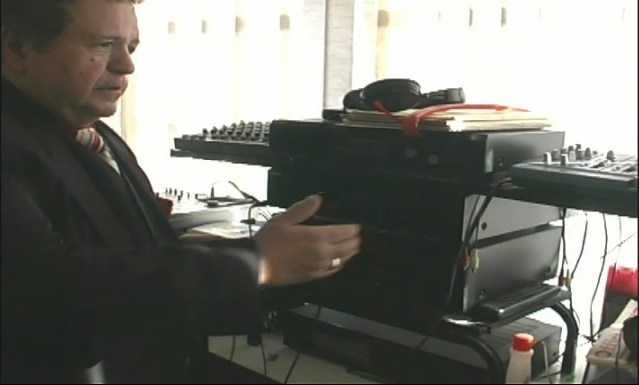

Ve většině případů pocházejí peníze na film od vedoucích pracovníků studia. Stejně jako v případě producentů se tito vedoucí pracovníci liší, pokud jde o rozsah pravomocí. Všude, kde je to na místě, zajišťují peníze a silně se angažují při spolupráci se scenáristou a s producentem v průběhu další fáze vzniku filmu.

### Stadium vývoje
Producenti a řídící filmoví pracovníci v restauracích a kancelářích prodebatují a dojednají smlouvu. V tomto stadiu předloží scenárista rovněž návrh scénáře. Producenti či řídící pracovníci scenáristu obvykle znají z předchozí spolupráce nebo ze zkušeností na podobném typu projektů. Ať už je postavení scenáristy jakékoliv, scénář se velmi často znovu a znovu přepisuje, aby uspokojil producenty a studia v procesu známém jako vývoj, který si, pokud je dostatečně mučivý, může dokonce zasloužit název "vývojové peklo". Když je scénář dokončen a je považován za něco, co představuje potenciálně výdělečný projekt, dají řídící pracovníci studia filmu "zelenou" a začne fáze produkce.
Ve stadiu vývoje mohou být angažováni herci. Tento případ je ještě pravděpodobnější, pokud se scénář píše pro konkrétního herce nebo je spojen se známým týmem herec/režisér/produkční tým (jako například James Cameron/Arnold Schwarzenegger v 80. a 90. letech 20. století). Další situace, kdy takovýto případ může nastat, je, pokud je herec sám režisérem (například Clint Eastwood nebo Mel Gibson). Hvězdy, které mají velká jména u pokladen, se často angažují během vývojové fáze, aby zajistily nezbytné financování filmu. Vrcholná hvězda může být zárukou až 30 milionu dolarů na film – a může rovněž dostat procentuální podíl z hrubého zisku. Méně známí herci se obvykle angažují ve stadiu předprodukce. Její součástí jsou aktivity nutné k tomu, aby byl film připraven k produkci, tedy k filmování. Součástí těchto aktivit je obsazení, vyhledávání míst k natáčení, provádění historického průzkumu a storyboard.

### Producent a produkční tým

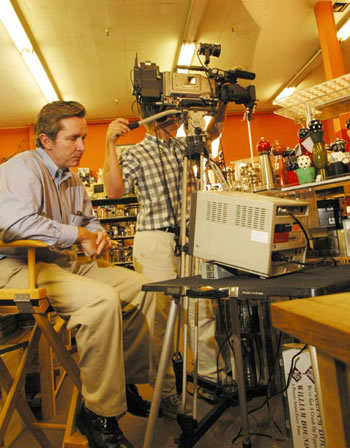

Podle toho, nakolik se angažuje, může nést producent odpovědnost za výběr místa natáčení, sestavení pracovního harmonogramu a rozpočtu a najmutí štábu, jehož součástí je hlavní kameraman, vedoucí výroby, návrhář kostýmů, skladatel a střihač. Ve stadiu předprodukce je práce pro praktické členy produkčního oddělení, kteří propočítávají náklad na přípravu a natáčení filmu. V tomto stadiu vyhledává příslušný specialista nejlepší lokace k natáčení filmu. To mohou být reálné exteriéry, například Karlovy Vary pro Casino Royale (2006), nebo přesvědčivá náhražka, jako například využití Itálie pro ulice New Yorku 19. století.

### Výrobní štáb
K angažování herců prostuduje osoba odpovědná za obsazení scénář, aby si ujasnila, které role je nutno obsadit. V USA například může využít služeb soukromé společnosti Breakdown Services, která každodenně distribuuje seznamy dostupných rolí agentům a osobním manažerům Sdružení filmových herců (SAG). Agenti a manažeři pak předloží jména klientů, kteří mohou být pro danou roli vhodní. Po zkouškách a přijetí pak osoba odpovědná za obsazení dojedná s hercem smlouvu.
Kromě toho je angažován kameraman, vedoucí výroby a střihu. Režisér a hlavní kameraman mohou prodiskutovat zamýšlenou podobu filmu a způsob, jak ji dosáhnout. Hlavní kameraman se může poradit s vedoucím výroby a štábem, aby se ubezpečil, že do návrhu scény mohou být zakomponovány kamery. Při plánování záběru se scény netočí chronologicky: například veškerý děj v jednom exteriéru se točí najednou, třebaže ve finální verzi mohou jednotlivé scény z časového hlediska následovat různě. Střihač pak všechny scény při postprodukci seřadí v logickém sledu.

## Produkce
Produkce je samotné natáčení filmu a tato fáze nastává po ukončení etapy předprodukce a její součástí jsou herectví, kamera, kostýmy, režie, osvětlení a scéna.

### Kamera
Nasvícení a natočení filmu se přeneseně nazývá kamera, a spadá do odpovědnosti hlavního kameramana. Třebaže je zodpovědný za to, jak je film nasvícen a natočen, neobsluhuje (většinou) kameru ani nerozžíhá světla. Tyto aktivity provádějí členové kamerového týmu pod jeho vedením. Kamery obsluhují další kameramani, osvětlovací tým vede hlavní osvětlovač.

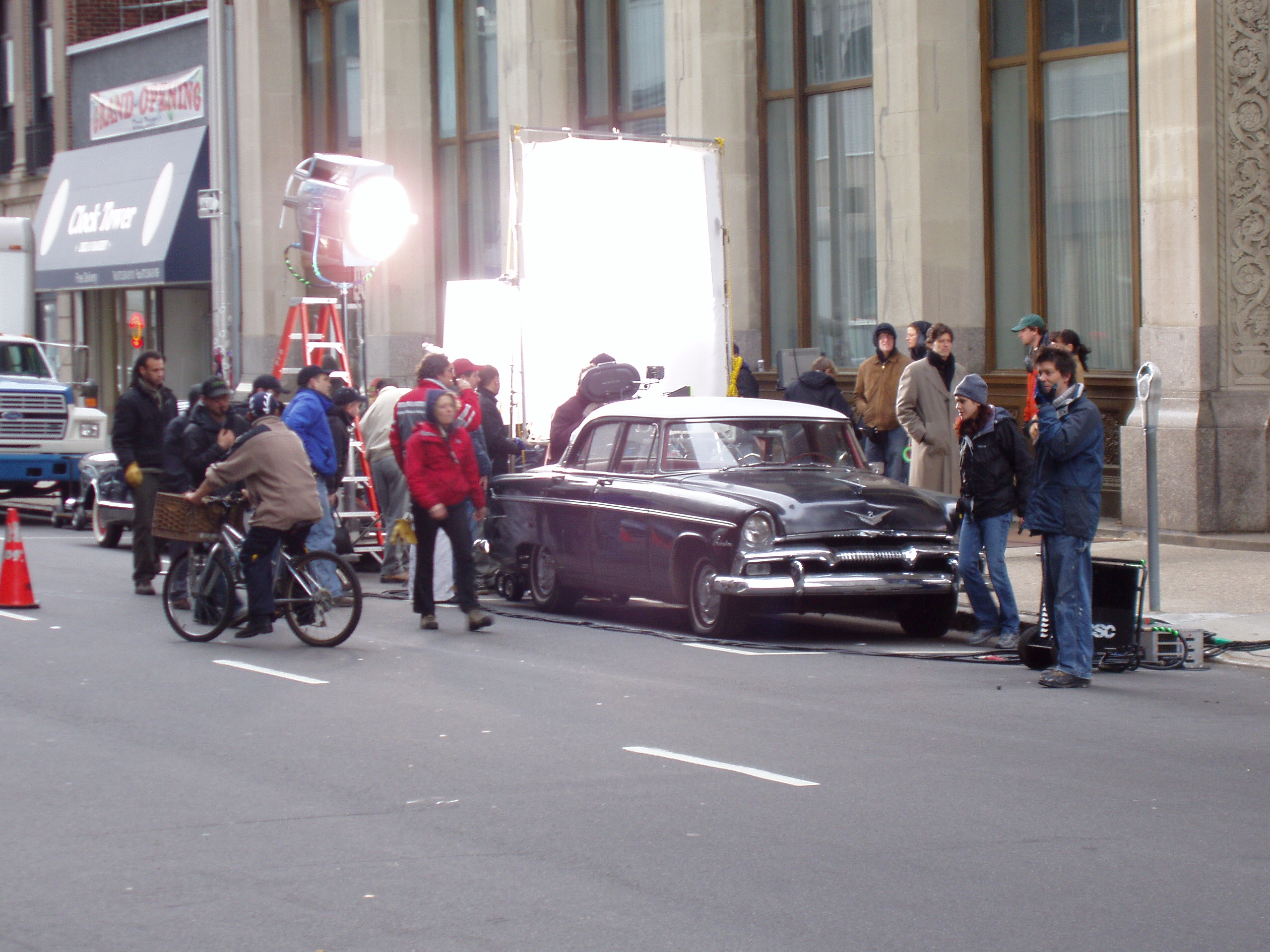
Filmová produkce v ulicích města

Ve všech fázích výroby filmu je kameraman mistrem svého oboru a umělcem. Využívá znalostí mnoha technologií, jako například filmového materiálu a vyvolávacích procesů, kamer, objektivů a filtrů; uplatňuje umělecký cit k umístění kamery a kompozice záběrů. Hlavní kameraman téměř denně prohlíží materiál, který byl v daný den natočen, a prodiskutovává ho s režisérem, aby se ubezpečil, že film vyznívá v duchu režisérova záměru.
V USA jsou například někteří kameramani vyzýváni, aby se stali členy profesionální společnosti s názvem Americká společnost kameramanů (ASC). Hlavní kameraman, který je členem této společnosti, bývá uváděn v titulcích s příslušnou společností ASC za jménem.

### Scénografie
Výsledný svět, který má být předveden ve filmu, vytváří výtvarník – filmový architekt (Production Designer). Tato osoba vystupuje jako vizionář, který má dohlížet nad obrazovým konceptem a návrhy všeho, co se ve výsledku objeví na plátně – od složitých scénografií postavených ve filmovém studiu či realizovaných na lokacích, po drobné rekvizity, jež se mohou změnit v kultovní předměty, jako například světelné meče z Hvězdných válek (1977).
K povinnostem filmového architekta patří návrh a dohled nad výrobou a zařízením filmové scény, návrh rekvizit a jejich koupě či pronájmem; rovněž spolupráce s návrhářem kostýmů, aby se zajistilo, že oblečení herců bude v souladu s celkovým záměrem vyznění filmu, a spolupráce se speciálními efekty SFX a postprodukcí VFX. Filmový architekt se obvykle vyzná v umění, historii, architektuře, kreslení, nejrůznějších výrobních technologiích, strojírenství, psychologii, antropologii a mnoha dalších disciplínách. Toto zázemí pak využívá při zkoumání historického údobí daného filmu či specifického prostředí, v němž se příběh filmu odehrává – konkrétního světa a jeho obyvatel, či realizace určité imaginární kultury. K jeho znalostem paří například přehled o vzhledu alžbětinského divadla či o futuristickém světě.
Filmový architekt, který je aktivní jak ve stadiu příprav, tak samotného natáčení, spolupracuje s režisérem a producentem na vytváření návrhu scén a případném určování vhodných exteriérů. Realizace těchto nápadů vyžaduje dodržování rozpočtu, časových omezení a režisérovy vize. Vyžaduje rovněž tým, kterému se říká výtvarné oddělení (Art Department), v němž působí nejrůznější odborníci. Záleží na velikosti projektu, obvykle se tým dělí na stavební oddělení a výpravu, přičemž ve stavební části pracují na jednotlivých dekoracích další architekti (Art Director) a jejich asistenti, techničtí kresliči, ilustrátoři, šéf stavby (Construction Manager) atd. Vedoucí výpravy (Set Decorator) pak dohlíží na zařízení jednotlivých scén, od nábytku přes látky a svítidla po drobné hrací rekvizity – tento tým se skládá z nákupčích, rekvizitářů, grafika (či grafičky), zahradník (Greensman) a mhoha dalších profesí. Pro filmové architekty pracuje dále filmová stavba, s různými specifickými profesemi jako štukatéři, malíři, patinéři, obvykle i specializovaný malíř filmových pozadí (Scenic Artist), modelářská dílna, atd. V neposlední řadě na výrobě filmu může pracovat i skupina externích subdodavatelů – například tiskárna, 3D tiskárna, majitelé historických vozidel ... až po vysoce specializované profese – například umělečtí skláři či zahradní architekti.

### Herectví

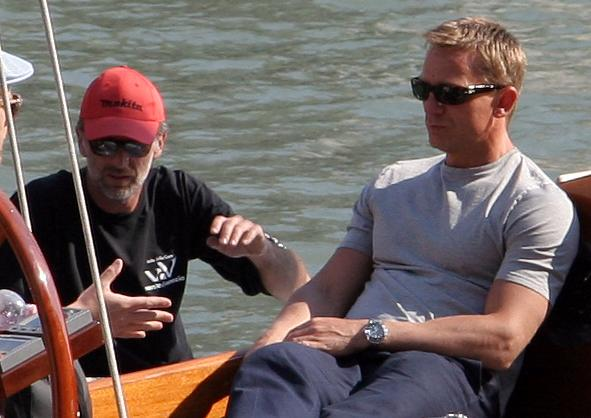
Daniel Craig spolupracuje s režisérem a producentem při natáčení filmu

Jakmile je s herci podepsána smlouva na příslušný film, připravují se na své role. Vypracují si přiměřené charakteristické rysy pro své úlohy – například přiberou na váze nebo si najdou určitý způsob chůze, jako to údajně dělal Alec Guinness pro každou ze svých rolí. Někteří se pohrouží do historického období, v němž se film odehrává. Ale téměř všichni seriózní herci se předem musejí připravovat tím, že se školí v hereckém projevu. Jednu z nejznámějších hereckých škol provozuje Herecké studio v New Yorku. Herecké studio založené v roce 1947 a vedené Leem Strasbergem zdůrazňuje, že si herci musejí vyvinout hluboké porozumění pro motivaci svých postav. K slavným hercům, kteří používali styl "metody" Hereckého studia, patří Marlon Brando, Robert De Niro, Dustin Hoffman a Marilyn Monroe. K významným univerzitám, na nichž se dá studovat herectví, patří Dramatická škola na Yaleově univerzitě v USA, řadu známých tváří však odchovaly i další divadelní školy jako Královská akademie dramatických umění v Londýně. Na mezinárodní úrovni je dramatických škol celá řada. V Paříži je národní dramatická a divadelní škola Conservatoire national supérieur d'art dramatique (CNSAD). Německo má Berlínskou uměleckou univerzitu. Španělsko má školu filmového a televizního umění Septima Ars. Ve Finsku je divadelní akademie v indickém Dillí je herecká škola Imago. V České republice je nejznámější hereckou školou DAMU v Praze.
Třebaže diváky již nešokují odchylky od hercovy "etablované" osobnosti, herci si dosud účinně budují svou kariéru tím, že vcelku důsledně zachovávají charakter, který si ve svých filmech vytvořili. Tom Hanks tak zřejmě bude nadále představovat slušného řádného člověka, kdežto Julia Robertsová nepochybně zůstane dostupná, praktická běžná žena.

### Filmový herec v akci
Na scéně herci prožívají úskalí a výhody jedinečné pro tuto formu umění. Na rozdíl od divadla nenabízí filmová scéna žádné živé publikum, které by reagovalo a povzbuzovalo; umožňuje však hercům přetočit repliku či scénu, se kterou nejsou spokojeni. Filmy jsou médiem, jež zachytí drobné nuance ve výrazu; jeviště představuje postavu pohyby a gesty. Filmový herec neustále spolupracuje s různými filmovými techniky, kteří mají na starosti kameru, hudbu a střih. To vše se podílí na podpoře hercova výkonu.
V USA jsou herci členy Sdružení filmových herců, které stanovilo minimální mzdu pro své členy. Zavedení či žádanější herci dostávají honoráře vysoko nad běžným průměrem, ale pro mnohé herce platí normální sazby plus deset procent (pro agenta).

### Kaskadéři
Ti, kteří zaskakují za hlavní představitele a provádějí bravurní fyzické výkony, se nazývají kaskadéři. Tito vyškolení muži a ženy jsou filmovým divákům zpravidla neznámí, ale jejich přítomnost při požárech, explozích či scénách s honičkami je nezbytná. Vybírají se podle své obecné podoby s filmovou hvězdou a jsou oblečeni tak, aby ji připomínali.

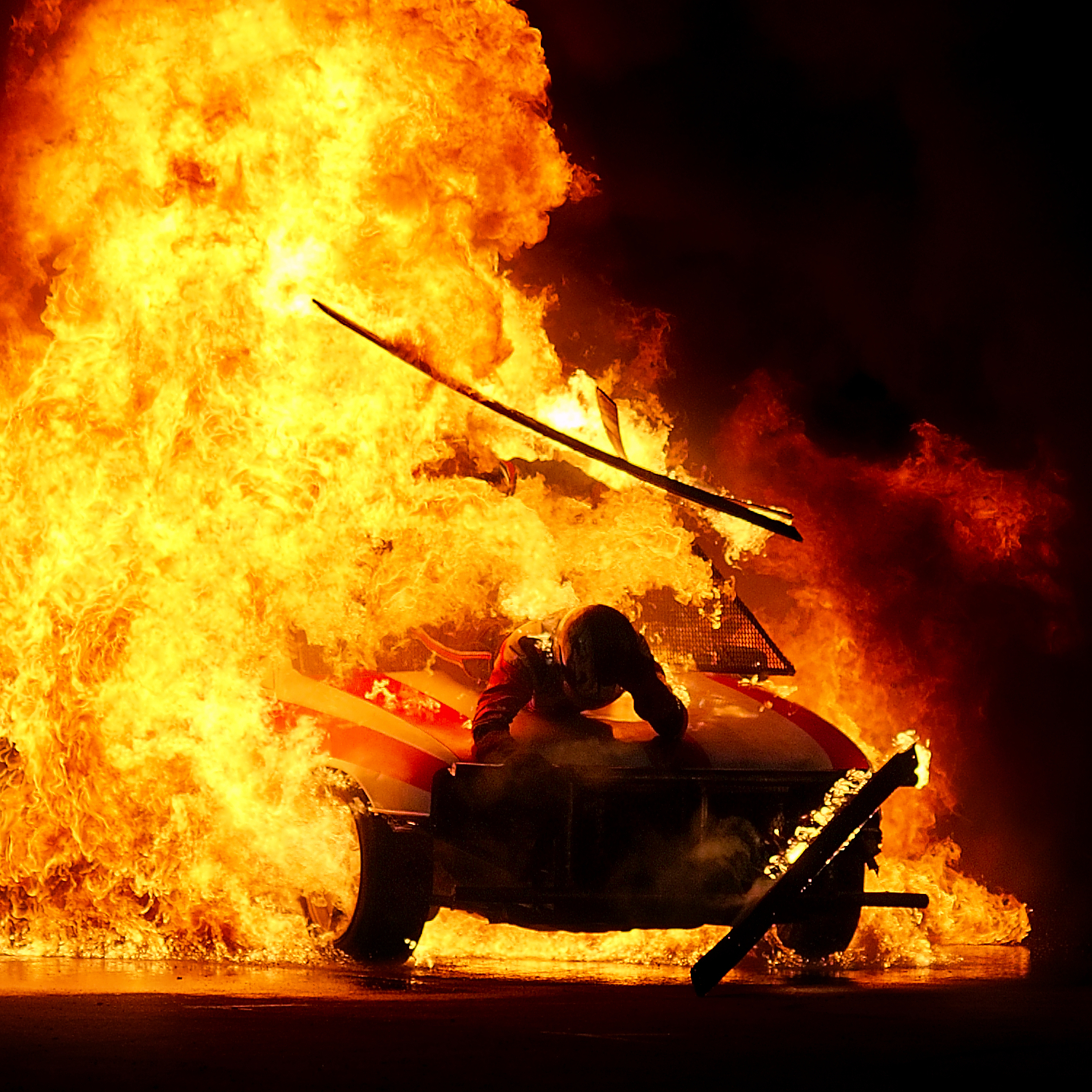
Kaskadéři občas riskují život až na samotné hranici svých schopností.

Třebaže někteří herci provádějí přinejmenším některé ze svých vlastních kaskadérských výstupů sami, zastupují kaskadérští dubléři herce ve chvílích, kdy je nějaký trik považován za příliš nebezpečný pro každého kromě vyškolené osoby. Z části se kaskadéři využívají z ekonomických důvodů – aby se herec udržel v dostatečně dobrém zdravotním stavu na to, aby mohl film dokončit a investice se vrátila. Pokud je nějaký trik považován za příliš nebezpečný pro člověka, dosáhne se kýženého výsledku digitálním zobrazením a různými zavedenými kamerovými triky. Při používání kaskadérů je cílem vyhnout se nehodám.
Američtí kaskadéři jsou členy Sdružení filmových kaskadérů a Sdružení filmových herců. Ti nejšpičkovější dostávají vyznamenání udělovaná v tomto oboru. Patrně nejcennějším byl Yakima Canutt (1895–1986), který v roce 1966 obdržel zvláštní ocenění americké Akademie za svou mimořádnou kaskadérskou práci.

### Zvířata a děti
Třebaže k vytvoření zvířete nebo přinejmenším místa, kde si režisér přeje toto zvíře mít, lze využít digitální technologie, jsou skutečná zvířata dosud běžnou součástí mnoha filmů, zvláště těch rodinných. Aby se daly obejít četné problémy spojené s prací se zvířaty, používají se mnohdy několik podobně vypadajících zvířat, z nichž každé natáčí odlišnou sérii scén; zvířata se rovněž dají přimět k hereckému výkonu tím, že jim trenér mává před očima potravinou. V některých filmech jsou hvězdami zvířata sama. K význačným příkladům patří Lassie, jejíž první celovečerní film, Lassie se vrací (1943) byl nominován na Oscara, a kosatka Willy, který se spřátelí s malým chlapcem v dojemně působivém snímku Zachraňte Willyho! (1993).
Rovněž děti jsou pro návštěvníky kin hledající spontánnost velkým magnetem. Při natáčení představují děti v mnohém stejné problémy jako zvířata a také se s nimi podobně zachází. Pro určitou roli se vybírají dětští herci z vícerčat (například dvojčata či trojčata pro film, kde má vystupovat miminko) a hrají pouze pro omezené časové období. Ve většině států regulují dobu, po níž smí dítě zůstat na scéně, zákony o dětské péči. Kromě toho musí být dětem školního věku zajištěna výuka v době, kdy právě nefilmují.

### Zvuk

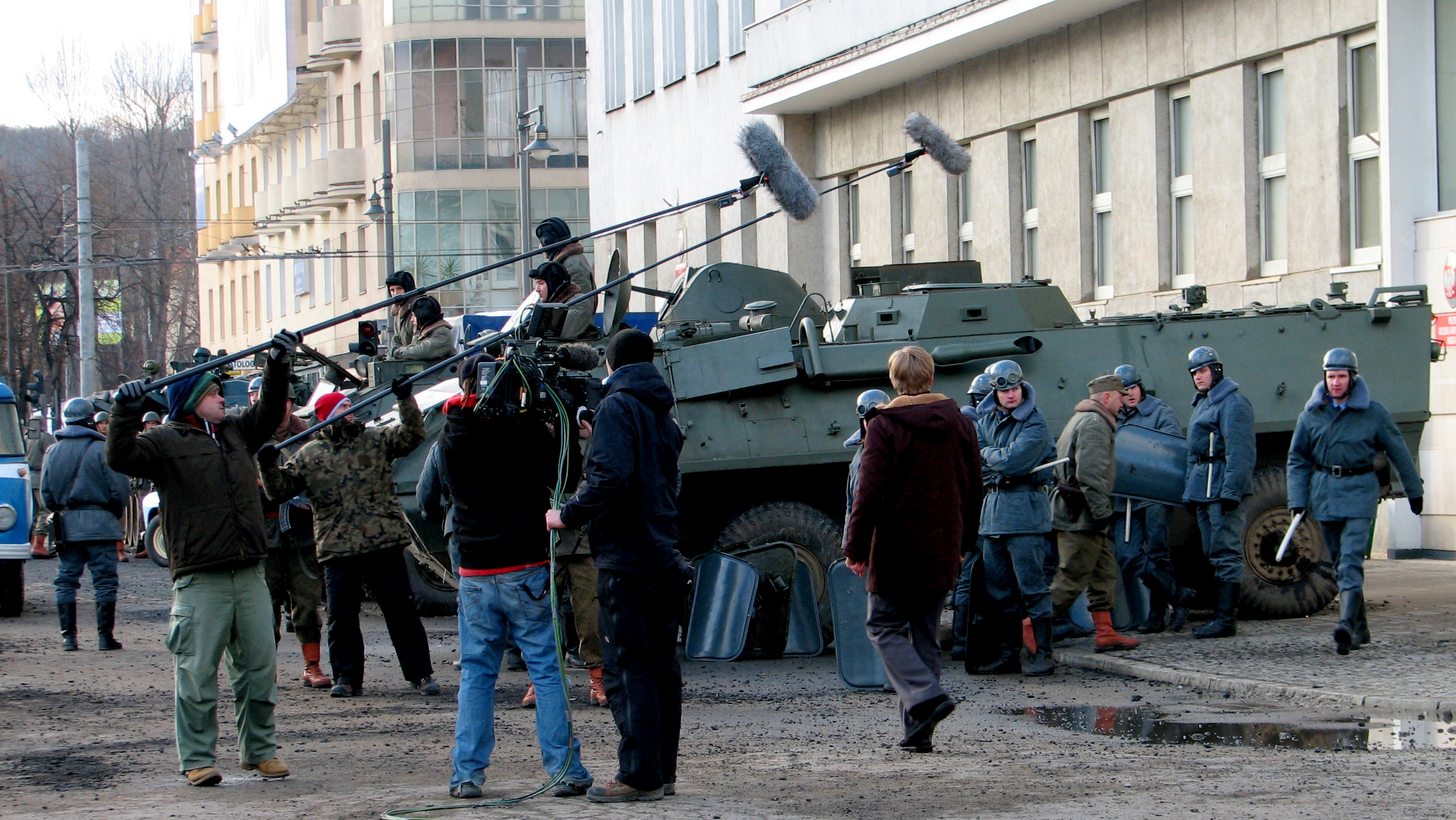
Zvukaři často musejí mít mikrofony umístěné na dlouhých tyčích aby byl dialog co nejjasnější

Zvuk je pro film rozhodující, protože pomáhá vytvořit potřebnou atmosféru, jako tomu bylo například v Čelistech (1975).
Zvuk ve filmu tvoří tři složky – dialogy, zvukové efekty a hudba – a vytvářejí a realizují ho různé typy osobností – zvukový technik, mistr zvuku a skladatel. Zvukové složky jsou realizovány na samostatných stopách, nahrávající se odděleně, ale ve filmu se pouštějí současně. Zvukový štáb pracuje na filmu jak během jeho produkční, tak v postprodukční fázi. První z etap ozvučení filmu probíhá při produkci, tedy ve stádiu, v němž se větší část dialogů a některé zvukové scény nahrávají na scéně. Osoba, jež za tento proces nese odpovědnost, je mistr zvuku, který zajišťuje, aby nahrávka byla čistá a vyvážená. Dialog má prioritu nad zvuky v pozadí, protože ty se mohou vždy doplnit později. Dodatečné nadabování dialogů (postsynchrony) a zvuků z pozadí se provádí ve studiu v souladu s vytvořeným obrazem.
Četné úkoly spojené s vytvořením zvukového mixu provádí tým zvukařů: k jeho pracovníkům patří mistr zvuku, který nese odpovědnost za nahrávku zvuku při natáčení a řídí zbytek týmu. K dalším pracovníkům patří nahrávací pracovník, technik řídící hlasitost, elektrotechnici a zvukaři pro playback.

### Kostýmy, líčení a vlasy
Současně s tím, jak vedoucí výroby vytváří svět filmu v ateliéru nebo exteriérech, vytvářejí návrhář kostýmů, vizážista a vlasový specialista určitou image pro herce. Změní jejich oblečení a celkový vzhled tak, aby zapadali do světa, který je vytvářen na plátně.

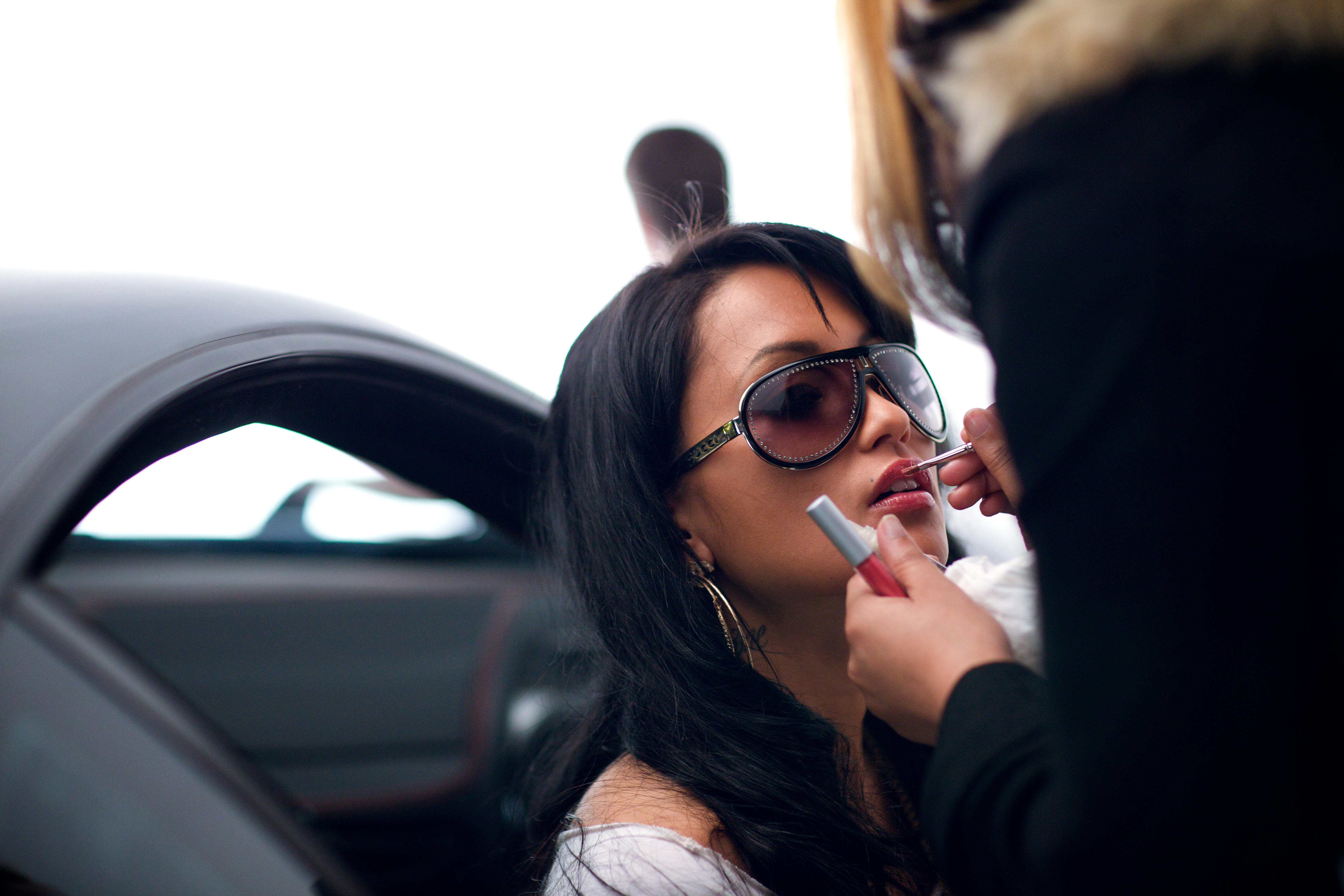
Maskéři musí herce líčit někdy i několikrát denně

Návrhář kostýmů pracuje v těsné spolupráci s režisérem, kameramanem a vedoucím výroby tak, aby herci vytvořil určitý šatník. Součástí jeho práce je prostudovat období, v němž se film odehrává, kvůli stylu oblékání, barvám, struktuře látek a toho, jak budou herci padnout. K dalším profesím, které se na této činnosti podílejí, patří hlavní kostymér, vizážista, krejčí či švadleny, parukář a garderobiérka. Části oblečení, které je možno pořídit již hotové, se mohou koupit v obchodě.
Mnozí z nejlepších návrhářů si získali proslulost kostýmy, které vytvářejí, prostřednictvím herců, které oblékali nebo příběhy, jež se kolem nich točí. Styl se širokými rameny, jejž vytvořil Adrian pro Joan Crawfordovou, se stal (v upravené podobě) součástí dámské módy ve 40. letech 20. století.
Ještě těsnější vztah s herci než návrhář kostýmů si vytváří vizážista. Ten zodpovídá za soulad herce se záměrem filmu tím, že připraví hercův obličej, krk, předloktí a ruce. Tato práce se musí opakovat minimálně jednou denně a po celé natáčení musí zůstat stejná.
Pokud je to pro filmu důležité, může v týmu působit i vizážista upravující tělo, který aplikuje líčení pro zvláštní efekty.
Od roku 1981 existuje při udělení cen americké Akademie zvláštní kategorie pro masky.

### Speciální efekty

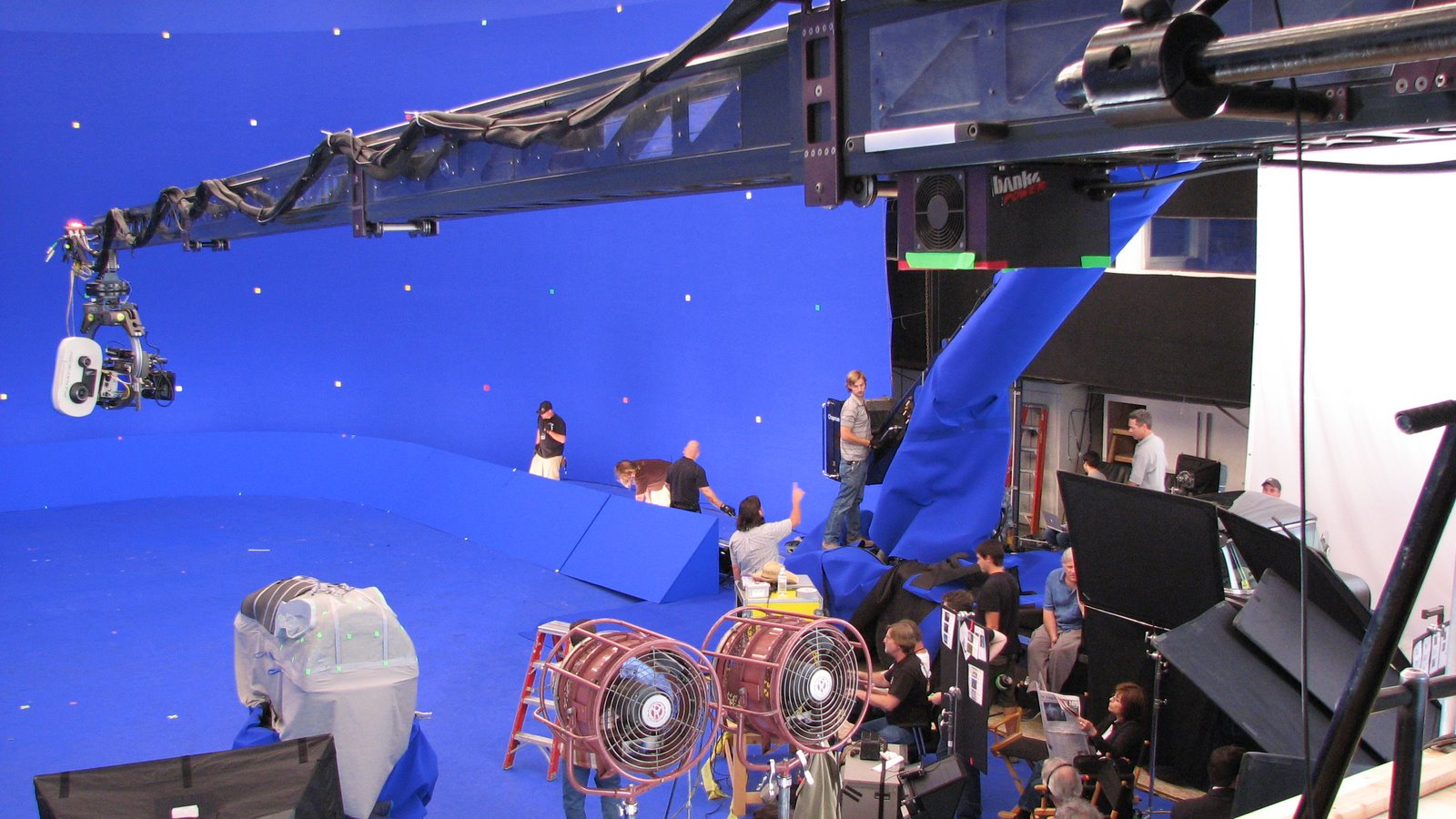
Natáčení filmu Kronika rodu Spiderwicků (2008) na modrém plátně, který se později upraví pomocí počítačové techniky

Schopnosti kaskadérů či maskérů doplňují zvláštní efekty. V pestré paletě filmových žánrů, k jakým patří drama, eposy a horory, jsou zvláštními efekty uměle vytvořeny některé obrazy, které si lze představit, ale jež se bez triků nedají nafilmovat. K příkladům patří potopení Titaniku v okázalém filmu Jamesa Camerona. V mnoha případech se zvláštních efektů využívá ke snížení nákladů. Vytvořená malba je méně nákladná než například filmování s živými herci na obrovitém národním památníku. Dodává rovněž iluzi filmování na určitém místě, jestliže je daný exteriér pro filmování nepřístupný či zakázaný. Existují dva druhy zvláštních efektů (jejichž názvy mají zkratky FX, SFX, SPFX či EFX). Jsou to vizuální či kamerové efekty, jichž se dosáhne manipulací filmového obrazu a fyzické efekty docílené využitím mechanických nástrojů na scéně. (Zatímco fyzický efekt může být prostý – například používání neviditelného lana k pohybu nebo zaklepání na rekvizitu – jsou v současné době zvláštní efekty obvykle mnohem komplikovanější). V tomto článku se pojem "zvláštní efekty" vztahuje jak k efektům vizuálním, tak mechanickým.
K technikám vizuálních efektů patří počítačem generovaná grafika (CGI), digitální kompozice, digitální clonění obrazu, technologie zeleného plátna, miniatury, zastavený pohyb, rotoskopy a pohyblivé scény.
K mechanickým efektům patří animatronické loutky, exploze, makety, stroje na sníh a déšť, elektrické či pyrotechnické nástroje používané k napodobení krvavých zásahů kulkou a dráty, k nimž jsou uvázaní herci. Součástí složité sekvence FX může být řada vizuálních a mechanických efektů.

### Technický pokrok
Technologie zvláštních efektů se mění tak rychle, že mnoho dlouho používaných praktik, jako například malby na clony s pomocí štětce a plátna, a zadní projekce se nyní přestaly používat. Dokonce i animatronika využitá (s problémy) u Čelistí (1975) a zdokonalená ve filmech z 80. a 90. let 20. století se dnes už tak běžně nepoužívá. Některé zavedené techniky se ovšem používají nadále; jsou to například stroje na déšť a sníh, jež umožňují natáčet i v případě, že počasí nehodlá vyjít vstříc. Některé digitální efekty, jako například morfování (počítačem generovaný efekt, v němž je jeden obraz přeměněn v jiný) už se využívají tak dlouho, že se takřka považují za zastaralé.
K současným technologiím patří motion-capture, v nichž jsou hercovy pohyby převedeny na model počítačové grafiky. Tato technologie může být kombinována s digitální animací, aby se vytvořily realističtí virtuální tvorové, jako například gigantická gorila v King Kongovi (2005).
Zelená plátna jsou zelená látková pozadí umístěna za herce, jež umožňují zaintegrovat CGI do scény. Zelená plátna většinou nahradila dřívější modrá, protože zelená barva zajišťuje jemnější obrysy.

## Postprodukce
Rozhodující část procesu výroby začíná, jakmile skončí natáčení a začne filmová fáze postprodukce. Tisíce filmových obrazů musí být sestaveno v pořadí, které vypráví příběh, a scény mohou být zkráceny nebo zpřeházeny tak, aby hotový produkt odrážel režisérovu vizi.

### Střih

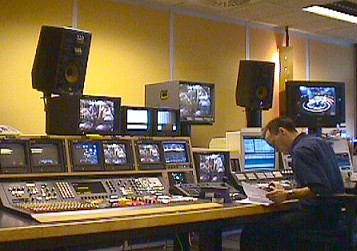
Postprodukční oddělení střihu

Většina filmů se natáčí zpřeházeně. Prací střihače při natáčení je začít sestavovat kusy filmu v pořadí, v jakém budou ve finální verzi. Střihač projednává s režisérem výsledky natáčení předchozího dne. Filmový záběr může být přetočen na videozáznam nebo do digitálního formátu (dnes již nejčastěji), aby se usnadnilo přehazování nebo výběr. Sestavování filmu v této etapě se nazývá montáž. Větší část střihačské práce se provádí ve fázi postprodukce.
Střihač provádí mnoho různých etap střihu, aby docílil konečného uspořádání záběrů, jež pak vytvoří hotový film. Nejprve pracuje s režisérem, aby zdokonalil montáž všech různých úseků filmu do podoby hrubého sestřihu, což je první plně sestříhaná pracovní kopie. Součástí je i soundtrack daného filmu. Jednotlivé záběry však v tomto stadiu nejsou ještě kompletně určeny. V této verzi filmu převládá vize režiséra a říká se jí režisérský sestřih. Během postprodukce spolupracují hlavní kameraman a režisér a dohlížejí na načasování první kopie. K pracovním úkolům v této fázi patří korekce vyváženosti barvy. Po opakovaných konzultacích s režisérem střihač sestaví záběry s vizuálními efekty konečné verze. Její délka musí být taková, jakou určili režisér, střihač a producent.

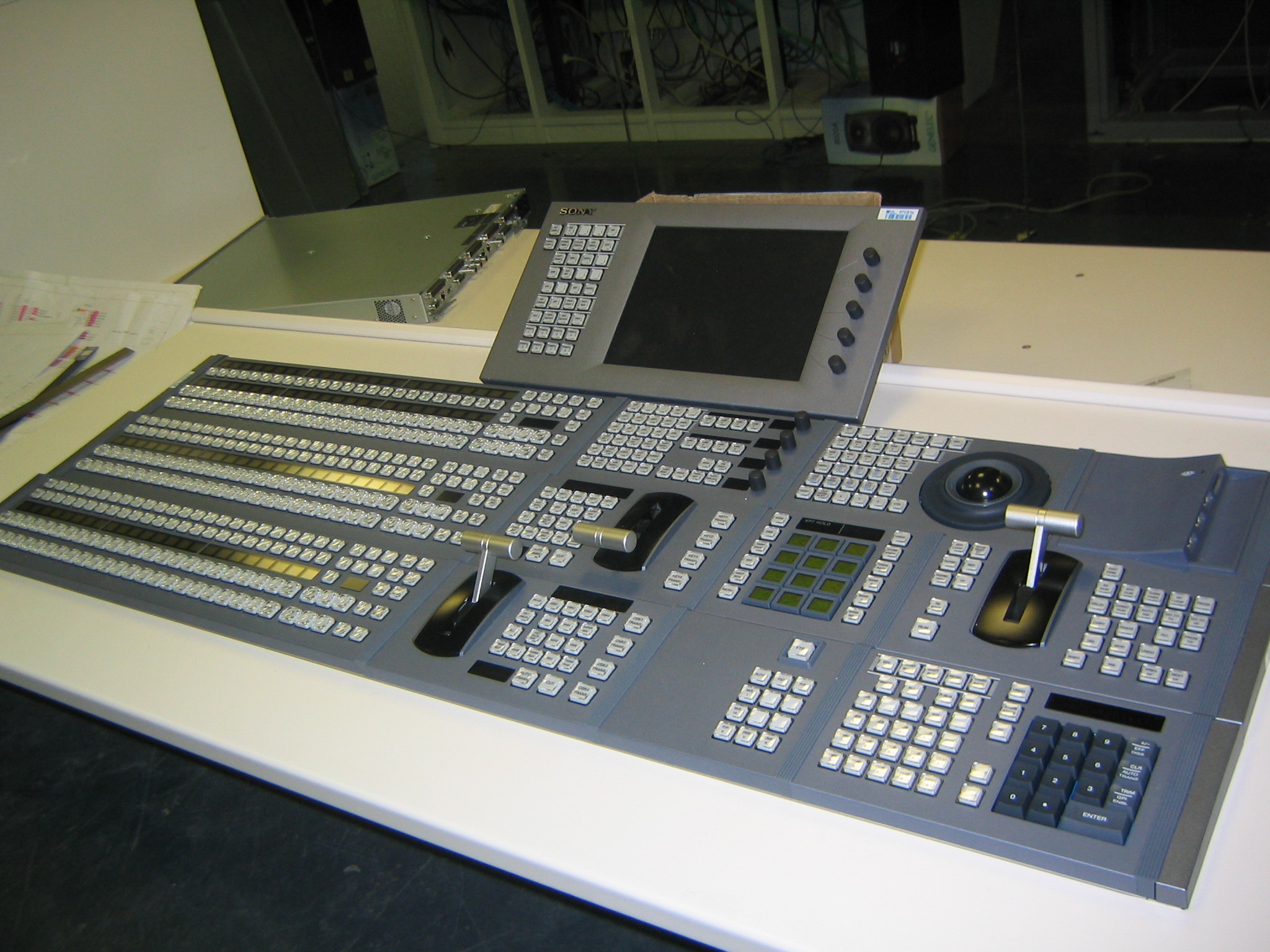
Obrazový prolínač

Během první stovky let filmové tvorby znamenala práce střihače fyzické stříhání a opětovné sestavování samotné sestříhané filmové cívky. Dnes se však většina filmového střihu provádí elektronicky s využitím digitální techniky. Filmy se přetočí do digitálního formátu a jsou překódovány do počítače; to střihači umožňuje editovat scény na monitoru. Originální negativ se pak sestříhá s použitím konečného sestřihu jako vodítka.

### Zvuk v postprodukci
Na vytvoření zvukového filmu se podílejí čtyři etapy postprodukce. K těm patří dialogy a zvukové efekty, zkomponovaná hudba, zvuková mixáž a její převedení na filmový negativ.
Nejprve spolupracuje mistr zvuku s režisérem a střihačem při nahrávání ústřední melodie a ostatní hudby. Poté jsou vytvořeny další potřebné zvuky, případně se převezmou ze zvukové banky v hudební knihovně. Skladatel (například John Williams nebo Hans Zimmer) se využívá v případě, že film vyžaduje původní hudbu. Mistr zvuku pak sestříhá hudební záznam tak, aby vyhovoval filmu. U již existující hudby, na niž se vztahují autorská práva, vyřizují manažeři autorů poplatky za její využití ve filmu. Nahrávací technik pak spolupracuje s režisérem při mixáži stop s různými zvuky. Verze získaná po konečném mixu se pak převede na originální negativ. Zvuk k filmu se nahrává digitálním systémem a reprodukuje se jako optický soundtrack. Poté se načítá jako synchronizovaný zvuk, předtím se však vysílá přes mikrofony během zkušebního promítání.

### Distribuční kopie
Po výrobě originálního negativu se provádí testování barev. Jakmile jsou dokončeny všechny fáze filmu, následuje zkušební promítání; podle reakce diváků se pak provedou závěrečné střihy.
Po finalizaci originálního negativu se z něj vyrobí základní kopie. Z nich se pak vytvoří duplikáty, jež slouží jako distribuční kopie.

## Distribuce a předvádění
Jakmile je film dokončen, distributor ho dodá do kin a ta se postarají o to, aby se dostal k divákům. Distributorem je obvykle filmové studio, které film financovalo. Distributor naplánuje datum uvedení do kin, výrobu licenčních kopií, zařídí produkci kopií, jež se posílají těm, kdo film předvádějí, a vytvoří pro film marketingový a propagační program. Ten, kdo film promítá, si s distributorem dojedná podmínky o finančním podílu kina z daného filmu a předem zaplatí zálohu, aby si zajistil očekávaný hit.
Studio odpovídá rovněž za propagaci a publicitu filmu. Součástí tohoto procesu je průzkum trhu, reklamy (televize, rozhlas, tisk, internet atd.), trailery na téma "uvidíte v kinech" v biografech, plakáty, lobbistická avíza a propagační fotografie.
K dalším aspektům publicity patří tiskové zprávy a informace pro média a zaangažování hvězd pro rozhovory v médiích a na veřejných vystoupeních.

### Uvedení v kinech
Jakmile je film v kinech, má jen krátkou dobu na to, aby si vydělal své peníze jako horká novinka. Po několika týdnech nebo (pokud je snímek trhák nebo nositel Oscara) měsících se návštěvnost sníží. Doby, kdy se jeden film promítal ve stejném kině rok, jsou ty tam a velmi pravděpodobně se už nevrátí. Distributoři tudíž musejí pečlivě posuzovat příjmy u pokladen a přehodnotit počet kin, v nichž se bude určitý film promítat. Snímek s dobrou diváckou reputací s trvajícím zájmem (jako například Avatar, 2009) se budou promítat na větším počtu pláten. Pokud film nesplní očekávání návštěvnosti, bude možná potřebovat odlišnou reklamní kampaň nebo musí být zcela stažen.
Po uvedení filmu v domácích kinech se výdělečný potenciál filmu rozšíří jeho promítáním v zahraničí. Další příjmy kynou z prodeje nahrávek na DVD a z licencí v různých televizních práv, včetně uvádění v různých druzích kabelových televizí. Distributor může rovněž prodloužit životnost filmu tím, že poskytne licenci na prodej motivů z filmu výrobcům hraček, nádobí, triček, nahrávek a počítačových her. Od uvedení prvních Hvězdných válek v roce 1977 a vysoce úspěšných figurínách, jež přišly do distribuce spolu s ním a práv na knihy vydávané po filmu, nabyl prodej reklamních předmětů nového významu. Řada produktů vztahujících se k nějakému filmu se nyní prodává dokonce ještě před uvedením snímku do kin.

### Úloha filmových kritiků
Dobré plánování a uzavírání smluv ještě nezaručuje, že film bude hitem, stejně jako to nezaručuje zájem diváků ještě před předáním snímku do distribuce. Úspěch filmu mnohdy začíná (nebo končí) u filmových kritiků.
Filmoví kritici jsou první, kdo zařadí určitý snímek na patřičné místo ve filmovém žebříčku. Zhlédnout jeho prezentaci pro kritiky a sdělí divákům, zda snímek podle jejich názoru stojí za cenu zaplacenou za vstupné. Navzdory kritikům je však nejpádnější silou pro popularitu určitého filmu diváctvo. Veřejnost pak podle hvězd, jež ve snímku hrají, jeho tématu, režiséra, ročního období a kulturní atmosféry dané doby rozhodne, zda půjde film zhlédnout nebo nikoliv. Diváky ovlivňuje načasování (Čelisti se osvědčily jako letní trhák), chtějí určitý prvek povědomosti (Zamilovaný Shakespeare zabírá, ale Zamilovaný Marlowe by zřejmě zapadl) a posléze musí být vhodná doba i po kulturní stránce (snímek o homosexuálních kovbojích Zkrocená hora byl v roce 2005, kdy byl uveden, velmi úspěšný, ale před dvaceti lety by zřejmě zůstal vyhrazen kinům pro náročné diváky).